# 張和 (洪武進士)
張和，福建建宁府瓯宁县人，明朝政治人物、進士出身。

## 生平
洪武十七年，福建甲子科鄉試中舉。洪武十八年，登丁丑科會試中進士，授监察御史。